# Das Schweigen von Marcel Duchamp wird überbewertet
Das Schweigen von Marcel Duchamp wird überbewertet war eine Aktion des Künstlers Joseph Beuys, die am 11. Dezember 1964 im Rahmen der Sendereihe Die Drehscheibe im Landesstudio Nordrhein-Westfalen des Zweiten Deutschen Fernsehens in Düsseldorf live übertragen wurde. Beuys’ Aktion war Teil einer Fluxus-Vorführung unter dem Titel Fluxus-Gruppe, die insgesamt drei Aktionen beinhaltete. Die beiden anderen Teilnehmer waren Bazon Brock mit Agit Pop und Wolf Vostell mit Dé-coll/age Happening. Die Dauer der simultan ausgeführten Aktionen betrug ca. 30 Minuten. Die Übertragung wurde nicht aufgezeichnet. Manfred Tischer dokumentierte die Aktionen fotografisch.

## Ablauf der Aktion
Vor dem Beginn der Aktion wurde im Studio ein Bretterverschlag aufgestellt. Joseph Beuys betrat das Aktionsfeld und zog eine Filzdecke mit sich. Er setzte sich hin, entnahm einem Margarine-Karton einzelne Packungen und stapelte diese. Liegend und kriechend bildete er im inneren Winkel des Bretterverschlags eine Fettecke aus, wobei dieser Vorgang im Mittelpunkt der Aktion stand. Außerdem schmierte er Fett in die mitgebrachte Filzdecke und läutete eine Glocke. Dann malte er mit seiner Braunkreuz-Farbe in Großbuchstaben die Worte „DAS SCHWEIGEN VON MARCEL DUCHAMP WIRD ÜBERBEWERTET“ auf eine quadratische Platte. Die Platte beklebte Beuys außerdem mit ganzen Schokoladentafeln. Des Weiteren verlängerte Beuys einen Spazierstock an beiden Enden mit Fett.

## Kontext
Auslöser der Aktion könnte eine Debatte zu der Frage gewesen sein, „ob man sich unter dem Rubrum Neo-Dada in die Duchamp-Tradition einreihen solle“. Diese Debatte wurde Mitte der 1960er Jahre von Künstlern geführt, die der Fluxus-Bewegung nahestanden oder ihr angehörten. Als einen konkreten Bezugspunkt der Aktion nennt Uwe Schneede den Auszug aus dem 1959 in Paris und 1962 in Köln erschienenen Buch mit dem Titel Über Marcel Duchamp von Robert Lebel. Es hieß darin, der Künstler könnte politisch-sozial tätig sein oder im Sinne Marcel Duchamps in Schweigen verfallen. Diese Stelle könnte eine direkte Anregung für den Titel gewesen sein und als Kritik an Duchamps Kunstbegriff interpretiert werden, an seiner Distanzierung vom Kunstbetrieb und an seiner Zuwendung zu Schachspiel und Schriftstellerei.